# Calling All Girls
Calling All Girls – piosenka zespołu Queen wydana w 1982 roku na singlu, który promował album Hot Space (1982). Utwór napisał perkusista grupy, Roger Taylor.
W 1982 roku John Milward, z amerykańskiego czasopisma branżowego „Rolling Stone”, napisał w recenzji albumu Hot Space o piosence: „Sprężysty rytm dodaje trochę wiosny przyjemnej rockowej piosence «Calling All Girls»”.
Podczas trasy koncertowej Hot Space Tour utwór był grany w Stanach Zjednoczonych i Japonii. Na albumie koncertowym, wydanym w wersji DVD, dostępna jest wersja nagrana na żywo, która jest tłem muzycznym dla galerii fotografii.

## Listy przebojów
| Kraj | Lista                 | Pozycja | Źr.   |
| ---- | --------------------- | ------- | ----- |
| CA   | „RPM” Top Singles     | 33      | [ 4 ] |
| PL   | LP3                   | 6       | [ 5 ] |
| US   | Hot 100               | 60      | [ 6 ] |
| US   | Mainstream Rock Songs | 40      | [ 7 ] |